# Inazawa (Aichi)
Inazawa (稲沢市 Inazawa-shi?) es una ciudad japonesa de la Prefectura de Aichi, Japón. La ciudad fue fundada el 1 de noviembre de 1958. El 1 de abril de 2008 la ciudad tenía una población estimada de 137.466 personas y una densidad de 1.730 personas por km². El área total es de 79,30 km².
En Inazawa está situada la Torre Solae, dedicada a la prueba de prototipos de ascensor. Es la más alta del mundo de este tipo, con sus 173 metros de altura. Es propiedad de Mitsubishi Electric Corporation.

## Historia
- Siglo VII: La antigua provincia capital y el templo provincial de Owari fueron construidas.
- Siglo XVII: Dos villas formaron un área Shukuba en el camino (Kaidō) conectando Miya-juku (Atsuta) por el camino de Tōkaidō a Tarui-juku (Provincia de Mino).
- El 1 de noviembre de 1958, el pueblo de Inazawa se convirtió en ciudad.
- El 1 de abril de 2005, los pueblos de Heiwa y Sobue se fusionaron con Inazawa. Antes de ello, en 2003, Inazawa tenía una población estimada de 101.031 personas y una densidad de 2.090 personas por km². Su superficie era de 48,35 km².

## Curiosidades
- La ciudad de Inazawa cuenta con la bolera más grande del mundo con un total de 116 pistas en una sola planta, otorgándole el récord Guinness. La bolera en cuestión se llama Inazawa Grand Bowl. 
- Cada año, el Festival Hadaka de Konomiya se lleva a cabo el día 13 del Año Nuevo en el calendario lunar. En la tradición japonesa, se cree que las edades entre 25 y 42 años traen mala suerte, por lo que miles de hombres de esas edades vienen de toda la región de Owari vistiendo taparrabos y calzado tradicional japonés blanco. Estos hombres semidesnudos llevan coloridos altares portátiles montados en largos postes cubiertos de cintas y largos tallos de bambú decorado recién cortado con la esperanza de disipar la mala suerte. Luego, el festival da un giro dramático y la energía alcanza nuevos niveles cuando "Shin-Otoko" o "Lucky Man" hace su entrada. Los hombres hacen todo lo posible para tocar el Shin-Otoko, ya que se dice que al hacerlo se acaba con la desgracia.